# Liu Guozhong
En una onomàstica xinesa Liu es el cognom i Guozhong el prenom.
Liu Guozhong (xinès simplificat:  刘国中; pinyin: Liú Guózhōng) (Wangkui 1962 - ). Polític xinès. Membre del Buró Polític del Partit Comunista de la Xina. A partir del març del 2023, un dels quatre viceprimers ministres del Consell d'Estat de la República Popular de la Xina.

## Biografia
Liu Guozhon va néixer el mes de juliol de 1962 a Wangkui, província de  Heilongjiang (Xina). De 1978 a 1982 va estudiar Disseny i Fabricació d'Espoletes de Contacte al Departament d'Artilleria de la Universitat d'Enginyeria de la Xina Oriental. A l'acabar els estudis va entrar a treballar a la Fàbrica de Maquinària Jiancheng, a Harbin, capital de la província de Heilongjiang. Desprès, del 1985 al 1987,  va seguir estudiant al Departament de Materials i Processament Metàl·lics, del Institut Tecnològic de Harbin i del 1988 al 1990 Enginyeria de Sistemes. Es va unir al Partit Comunista de la Xina  (PCX) el novembre de 1986.

## Carrera política

#### A nivell provincial

##### Heilongjiang
Va començar la seva activirtat política  a la província de Heilongjiang, amb una dilatada carrera, des de l'any 1990 fins el 2013.
Va començar a l'Oficina General del govern provincial de Heilongjiang, on va exercir progressivament de secretari, secretari en cap adjunt i secretari en cap a la Divisió de Planificació Integral de la Comissió Econòmica el 1990. Va exercir de secretari en cap a la Primera Divisió de l'Oficina General del govern provincial de Heilongjiang el 1993. Va esdevenir subdirector de la Primera Divisió el 1996, i en va ser director el 1998. L'any 2000, va esdevenir subdirector de l'Oficina de Recerca del govern provincial, i en va ser director el 2003.
Va esdevenir subdirector de Recerca i secretari del partit de Hegang el 2004. Va ser nomenat membre del comitè permanent del partit provincial de Heilongjiang l'abril del 2007, després secretari general del comitè del partit el maig  del mateix any, i el setembre del 2011, vicegovernador executiu de Heilongjiang.

##### Sichuan i JIlin
El 2016 va ser vicesecretari del Comitè del Partit Provincial de Sichuan; del desembre de 2016 - gener de 2017, vicesecretari del Comitè del Partit Provincial de Jilin, vicegovernador i governador en funcions; gener de 2017 - desembre de 2017: vicesecretari del Comitè del Partit Provincial de Jilin.

##### Shaanxi
El desembre de 2017, va ser nomenat vicesecretari del partit de Shaanxi.Més tard va ser nomenat governador.i el juliol de 2020, va ser nomenat secretari del partit de Shaanxi, succeint Hu Heping. Durant el seu mandat, el setembre de 2021, Xi'an , la capital de la província va acollir els Jocs Nacionals de la Xina. Durant el seu mandat també va d'haver gestionar la resposta de Shaanxi a la pandèmia de la COVID-19.

#### A nivell nacional
L'octubre de 2013, Liu va ser nomenat membre del Secretariat de la Federació Sindical de tota la Xina.

#### Viceprimer ministre
Després del 20è Congrés Nacional del Partit, va ser elegit membre del Politburó del PCX. El gener de 2023, va visitar Sichuan i Chongqing, demanant una resposta mèdica més forta a la pandèmia de la COVID-19. El 12 de març de 2023, va ser nomenat com un dels quatre viceprimers ministres del  Consell d'Estat de la República Popular de la Xina. La seva cartera inclou temes relacionats amb l'agricultura i els afers rurals, la salut, l'alleujament de la pobresa, i la meteorologia. Politicament se'l considera molt proper a Xi Jinping.
Liu va fer una gira per Pequín i Hebei l'agost de 2023, després que les inundacions i les esllavissades afectessin Xi'an. El setembre de 2023, va visitar Corea del Nord per assistir a la 75a desfilada del dia nacional del país. Liu també es va reunir amb el líder nord-coreà Kim Jong Un. El gener de 2024, Liu va visitar Uganda per assistir a la cimera del Moviment de Països No Alineats i a la Tercera Cimera del Sud. El maig de 2024, dirigint-se als membres de la Conferència Consultiva Política del Poble Xinès, Liu va dir que la Xina havia de "planificar sistemàticament la seva política de població i augmentar el suport social a la maternitat per alleujar les càrregues financeres associades a la paternitat i l'educació dels fills". El febrer de 2025, va visitar l'hospital del comtat de Junlian després d'esllavissades al comtat. El maig de 2025 va instar a treballar incessantment per consolidar i expandir els èxits d'alleujament de la pobresa de la Xina, i garantir una transició sense contratemps per recolzar les zones rurals de manera regular i va subratllar la necessitat d'enfortir la col·laboració entre les regions oriental i occidental del país, així com la importància de millorar l'assistència específica, i va demanar un treball sòlid per proporcionar assistència regular a les poblacions rurals de baixos ingressos i a les àrees subdesenvolupades en el període posterior a la transició.
El juliol de 2025 va emfatitzar la necessitat d'esforços per millorar les capacitats de recerca bàsica i innovació tecnològica en el camp farmacèutic. Va visitar l'Escola de Ciències Farmacèutiques de la Universitat de Pequín per conèixer la situació de la recerca i el desenvolupament mèdic, així com la construcció i el funcionament de laboratoris clau. Assenyalant l'impuls positiu de la innovació farmacèutica de la Xina en els darrers anys, Liu va demanar esforços conjunts de recerca d'empreses, universitats, institucions de recerca i institucions mèdiques, i l'ús complet de les noves tecnologies com la intel·ligència artificial i el big data per accelerar el desenvolupament de bases de dades de vida i salut.
L'agost de 2025, va visitar Foshan després d'un brot de febre chikungunya a la ciutat.